# PHLPP
Les PHLPP (de l'anglais : PH domain and Leucine rich repeat Protein Phosphatase) sont une famille de protéines  de type phosphatase, permettant l'inactivation des protéine Akt.
Cette famille est composée de trois isoformes : PHLPP1α, PHLPP1β (issu du même gène PHLPP1 mais épissée différemment) et PHLPP2.

## Rôles
En inactivant les Akt, les PHLPP stimulent l'apoptose et inhibent la croissance des cancers. Le PHLPP1 agit sur l'Akt2 et le PHLPP2 sur l'Akt3.
Elles facilitent également la dégradation de la protéine kinase C en la déphsophorylant. Par le même mécanisme, elle inhibe le S6K1, diminuant la croissance cellulaire. Elle active le Mst1 (en), facilitant, par cette autre voie, l'apoptose.